# Vergüten (Metallbearbeitung)
Vergütung beschreibt die kombinierte Wärmebehandlung von Metallen, bestehend aus Härten und anschließendem Anlassen. Im Allgemeinen ist hierbei der Werkstoff Stahl gemeint, jedoch auch bei Nichteisenmetallen wie Titanlegierungen ist diese Art von thermischer Gefügebildung und -änderung üblich. Hier wird der Vergütungsprozess anhand des Beispiels Stahl beschrieben, da er in der Praxis am häufigsten anzutreffen ist.

## Härten
Voraussetzung für die Vergütung ist die Härtbarkeit eines Werkstoffs, also die Fähigkeit, unter bestimmten Bedingungen ein stabiles Martensit- oder Bainitgefüge zu bilden. Für die klassische Vergütung ist ein Kohlenstoffgehalt von 0,2–0,6 % des Stahls notwendig. Aufgrund ihrer hervorragenden Eignung werden bestimmte Maschinenbaustähle auch als Vergütungsstahl (in der Regel 0,35–0,6 % Kohlenstoff) bezeichnet. Im Gegensatz dazu existieren auch Stähle, die aufgrund ihrer schlechten Durchhärtbarkeit eher für das sogenannte Randschichthärten geeignet sind. Die Dicke der Randschicht lässt sich hierbei durch geeignete Wahl der Legierungselemente einstellen. Auch hat die Korngröße des Gefüges Einfluss auf die temperaturabhängigen Umwandlungsvorgänge und somit auf die Vergütbarkeit.
Zum Härten ist zunächst ein rasches Aufheizen des Werkstücks (> 4 K/min) über die Austenitisierungstemperatur notwendig. Ein zu schnelles Erhitzen sorgt für starke Verzugs- und Rissgefahr und sollte vermieden werden. Bei untereutektoiden Stählen werden Temperaturen von 30–50 °C über der in Eisen-Kohlenstoff-Diagramm definierten Temperatur AC3, bei übereutektoiden Stählen Temperaturen knapp über AC1 vor dem Abschrecken empfohlen. Die Haltezeit tH ist abhängig von der Werkstückdicke s und lässt sich nach folgender Faustformel abschätzen:
{\displaystyle {\frac {t_{H}}{\textrm {min}}}=20+{\frac {s}{2\,{\textrm {mm}}}}}
Hier liegt der Kohlenstoff im Austenit gelöst vor. Für eine vollständige Lösung von Carbiden wird eine erhöhte Austenitisierungstemperatur benötigt. Dies ist jedoch aufgrund der späteren Versprödung des sich bildenden Martensits nicht empfohlen. Wird die Austenitisierungstemperatur nicht erreicht, kann es zu weichen Ferritkeimen im harten Martensitgefüge, auch Weichfleckigkeit genannt, kommen. Dies beeinflusst massiv die Bearbeitbarkeit des Werkstoffs und damit die Standzeit der eingesetzten Werkzeuge.

## Abschrecken
Das Abschrecken, also die schnelle Abkühlung des erhitzten Werkstücks erfolgt durch den Einsatz von Abschreckungsmitteln, vorzugsweise Wasser, Öl (Polymer-Bad) oder Luft. Hierbei beeinflusst die Wahl die zu erzielende Abschreckgeschwindigkeit vK und somit das entstehende Gefüge (und die Möglichkeit der Entstehung von Rissen im Material). Mittels Luftabkühlung können 5 bis 35 (Druckluft) K/s erreicht werden. Bei Mineralölen liegt die maximal erreichbare vK im Bereich von 150–200 K/s, bei Wasser ist sie ca. 3-mal so hoch. Im Normalfall ist ein hartes Gefüge aus Martensit, Bainit oder einem Gemisch dieser beiden das Ziel der Härtung.

## Anlassen
Nach dem Abschrecken ist eine sofortige Anlassstufe bei ca. 150 °C von Vorteil. Hierbei wird das bei der Härtung entstandene, spröde Tetragonalmartensit (Nadelmartensit) unter Ausscheidung von feinen Carbiden in das kubische Martensitgefüge umgewandelt. Dieses besitzt ein geringeres Volumen, sorgt daher für eine Entspannung des Korngitters und beseitigt damit die „Glashärte“ des Werkstoffs.
Bei weiteren Anlassstufen höherer Temperatur (200–350 °C) wird dieser Prozess weiter fortgesetzt. Außerdem wird vorhandener Restaustenit durch Diffusionsvorgänge weiter zersetzt und in Martensit umgewandelt. Das führt zu einer weiteren Härtesteigerung.
Bei hochlegierten Stählen erfolgt in einer weiteren Anlassstufe oberhalb von 500 °C eine Umwandlung von Eisencarbid in stabilere, härtere Sondercarbide der carbidbildenden Legierungselemente (z. B. V, W, Mo, Cr). Diese Ausscheidung noch feinerer Carbide erschwert unter anderem das Abgleiten von Versetzungen aufgrund hoher Belastungen, hemmt damit die Rissbildung und -fortsetzung und steigert somit Zähigkeit wie auch Härte (Sekundärhärtemaximum). Eine genaue Übersicht über die Eigenschaftsänderungen bei der Vergütung lässt sich in einem werkstoffspezifischen Vergütungsdiagramm ableiten.